# Seznam kulturních památek ve Vrbátkách
Tento seznam nemovitých kulturních památek v obci Vrbátky v okrese Prostějov vychází z  Ústředního seznamu kulturních památek ČR, který na základě zákona č. 20/1987 Sb., o státní památkové péči, vede Národní památkový ústav jako ústřední organizace státní památkové péče. Údaje jsou průběžně upřesňovány, přesto mohou obsahovat i řadu věcných a formálních chyb a nepřesností či být neaktuální. 
Pokud byly některé části dotčeného území vyčleněny do samostatných seznamů, měly by být odkazy na tyto dílčí seznamy uvedeny v úvodu tohoto seznamu nebo v úvodu příslušné sekce seznamu.

## Vrbátky
|  | Kategorie „Chapel of Saint Florian (Vrbátky) “ na Wikimedia Commons | Hledat fotografie a kategorie ve Wikimedia Commons podle rejstříkového čísla památky | Nahrát snímek k tomuto tématu do úložiště Wikimedia Commons |  |

|  |  | Hledat fotografie a kategorie ve Wikimedia Commons podle rejstříkového čísla památky | Nahrát snímek k tomuto tématu do úložiště Wikimedia Commons |  |

## Dubany
|  |  | Hledat fotografie a kategorie ve Wikimedia Commons podle rejstříkového čísla památky | Nahrát snímek k tomuto tématu do úložiště Wikimedia Commons |  |

|  |  | Hledat fotografie a kategorie ve Wikimedia Commons podle rejstříkového čísla památky | Nahrát snímek k tomuto tématu do úložiště Wikimedia Commons |  |

|  | Kategorie „Church of the Nativity of the Virgin Mary (Dubany) “ na Wikimedia Commons | Hledat fotografie a kategorie ve Wikimedia Commons podle rejstříkového čísla památky | Nahrát snímek k tomuto tématu do úložiště Wikimedia Commons |  |

|  |  | Hledat fotografie a kategorie ve Wikimedia Commons podle rejstříkového čísla památky | Nahrát snímek k tomuto tématu do úložiště Wikimedia Commons |  |

## Štětovice
| Památka                            | Fotografie                                                            | Rejstříkové číslo v ÚSKP                                                             | Sídelní útvar                                               | Poloha                                                               | Popis a poznámky |
| ---------------------------------- | --------------------------------------------------------------------- | ------------------------------------------------------------------------------------ | ----------------------------------------------------------- | -------------------------------------------------------------------- | --- |
| Kaple svatého Floriána (Q38231350) | \| \| \| \| \| \|                                                     | 29677/7-5804 Pam. katalog MIS                                                        | Štětovice                                                   | Štětovice če. 6, náves, st. 21 49°29′46,8″ s. š., 17°12′38,07″ v. d. | Barokní kaple sv. Floriána z roku 1776, s netypickým půdorysem. Volně stojící orientovaná centrální stavba oválného půdorysu s půlkruhovým závěrem kněžiště. Štítem prostupuje věž, zastřešena polygonálním jehlanem s makovicí a kovaným křížem s jetelovým zakončením. Památkově chráněno od 18. ledna 1973. |
|                                    | Kategorie „Chapel of Saint Florian (Štětovice) “ na Wikimedia Commons | Hledat fotografie a kategorie ve Wikimedia Commons podle rejstříkového čísla památky | Nahrát snímek k tomuto tématu do úložiště Wikimedia Commons |                                                                      | |